# Saint-Martin-Terressus
Saint-Martin-Terressus település Franciaországban, Haute-Vienne megyében. Lakosainak száma 580 fő (2022. január 1.). Saint-Martin-Terressus Le Châtenet-en-Dognon, Ambazac, Saint-Laurent-les-Églises és Saint-Priest-Taurion községekkel határos.

## Népesség
A település népessége az elmúlt években az alábbi módon változott:
| Lakosok száma | 567  | 567  | 557  | 556  | 553  | 553  | 566  | 580  |
|               | 2013 | 2015 | 2017 | 2018 | 2019 | 2020 | 2021 | 2022 |